# Medalhistas olímpicos do ciclismo (masculino)
Esta é a lista de medalhistas olímpicos do ciclismo masculino:

## Eventos atuais

### Ciclismo de estrada

#### Corrida em estrada
| Evento                           | Ouro                                      | Prata                                | Bronze                                |
| -------------------------------- | ----------------------------------------- | ------------------------------------ | ------------------------------------- |
| Atenas 1896 (detalhes)           | Aristidis Konstantinidis GRE Grécia       | August von Gödrich GER Alemanha      | Edward Battell GBR Grã-Bretanha       |
| Estocolmo 1912 (detalhes)        | Rudolph Lewis RSA África do Sul           | Frederick Grubb GBR Grã-Bretanha     | Carl Schutte USA Estados Unidos       |
| Antuérpia 1920 (detalhes)        | Harry Stenqvist SWE Suécia                | Henry Kaltenbrun RSA África do Sul   | Fernand Canteloube FRA França         |
| Paris 1924 (detalhes)            | Armand Blanchonnet FRA França             | Henri Hoevenaers BEL Bélgica         | René Hamel FRA França                 |
| Amsterdã 1928 (detalhes)         | Henry Hansen DEN Dinamarca                | Frank Southall GBR Grã-Bretanha      | Gösta Carlsson SWE Suécia             |
| Los Angeles 1932 (detalhes)      | Attilio Pavesi ITA Itália                 | Guglielmo Segato ITA Itália          | Bernhard Britz SWE Suécia             |
| Berlim 1936 (detalhes)           | Robert Charpentier FRA França             | Guy Lapébie FRA França               | Ernst Nievergelt SUI Suíça            |
| Londres 1948 (detalhes)          | José Beyaert FRA França                   | Gerrit Voorting NED Países Baixos    | Lode Wouters BEL Bélgica              |
| Helsinque 1952 (detalhes)        | André Noyelle BEL Bélgica                 | Robert Grondelaers BEL Bélgica       | Edi Ziegler GER Alemanha              |
| Melbourne 1956 (detalhes)        | Ercole Baldini ITA Itália                 | Arnaud Geyre FRA França              | Alan Jackson GBR Grã-Bretanha         |
| Roma 1960 (detalhes)             | Viktor Kapitonov URS União Soviética      | Livio Trapè ITA Itália               | Willy van den Berghen BEL Bélgica     |
| Tóquio 1964 (detalhes)           | Mario Zanin ITA Itália                    | Kjell Rodian DEN Dinamarca           | Walter Godefroot BEL Bélgica          |
| Cidade do México 1968 (detalhes) | Pierfranco Vianelli ITA Itália            | Leif Mortensen DEN Dinamarca         | Gösta Pettersson SWE Suécia           |
| Munique 1972 (detalhes)          | Hennie Kuiper NED Países Baixos           | Clyde Sefton AUS Austrália           | nenhum                                |
| Montreal 1976 (detalhes)         | Bernt Johansson SWE Suécia                | Giuseppe Martinelli ITA Itália       | Mieczysław Nowicki POL Polônia        |
| Moscou 1980 (detalhes)           | Sergei Sukhoruchenkov URS União Soviética | Czesław Lang POL Polônia             | Yuri Barinov URS União Soviética      |
| Los Angeles 1984 (detalhes)      | Alexi Grewal USA Estados Unidos           | Steve Bauer CAN Canadá               | Dag Otto Lauritzen NOR Noruega        |
| Seul 1988 (detalhes)             | Olaf Ludwig GDR Alemanha Oriental         | Bernd Gröne FRG Alemanha Ocidental   | Christian Henn FRG Alemanha Ocidental |
| Barcelona 1992 (detalhes)        | Fabio Casartelli ITA Itália               | Erik Dekker NED Países Baixos        | Dainis Ozols LAT Letônia              |
| Barcelona 1996 (detalhes)        | Pascal Richard SUI Suíça                  | Rolf Sørensen DEN Dinamarca          | Max Sciandri GBR Grã-Bretanha         |
| Sydney 2000 (detalhes)           | Jan Ullrich GER Alemanha                  | Alexander Vinokourov KAZ Cazaquistão | Andreas Klöden GER Alemanha           |
| Atenas 2004 (detalhes)           | Paolo Bettini ITA Itália                  | Sérgio Paulinho POR Portugal         | Axel Merckx BEL Bélgica               |
| Pequim 2008 (detalhes)           | Samuel Sánchez ESP Espanha                | Fabian Cancellara SUI Suíça          | Alexandr Kolobnev RUS Rússia          |
| Londres 2012 (detalhes)          | Alexander Vinokourov KAZ Cazaquistão      | Rigoberto Urán COL Colômbia          | Alexander Kristoff NOR Noruega        |
| Rio 2016 (detalhes)              | Greg Van Avermaet BEL Bélgica             | Jakob Fuglsang DEN Dinamarca         | Rafał Majka POL Polônia               |
| Tóquio 2020 (detalhes)           | Richard Carapaz ECU Equador               | Wout van Aert BEL Bélgica            | Tadej Pogačar SLO Eslovênia           |
| Paris 2024 (detalhes)            | Remco Evenepoel BEL Bélgica               | Valentin Madouas FRA França          | Christophe Laporte FRA França         |

#### Estrada contra o relógio
| Evento                  | Ouro                             | Prata                           | Bronze                             |
| ----------------------- | -------------------------------- | ------------------------------- | ---------------------------------- |
| Atlanta 1996 (detalhes) | Miguel Indurain ESP Espanha      | Abraham Olano ESP Espanha       | Chris Boardman GBR Grã-Bretanha    |
| Sydney 2000 (detalhes)  | Viatcheslav Ekimov RUS Rússia    | Jan Ullrich GER Alemanha        | vago*                              |
| Atenas 2004 (detalhes)  | Viatcheslav Ekimov RUS Rússia    | Bobby Julich USA Estados Unidos | Michael Rogers AUS Austrália       |
| Pequim 2008 (detalhes)  | Fabian Cancellara SUI Suíça      | Gustav Larsson SWE Suécia       | Levi Leipheimer USA Estados Unidos |
| Londres 2012 (detalhes) | Bradley Wiggins GBR Grã-Bretanha | Tony Martin GER Alemanha        | Chris Froome GBR Grã-Bretanha      |
| Rio 2016 (detalhes)     | Fabian Cancellara SUI Suíça      | Tom Dumoulin NED Países Baixos  | Chris Froome GBR Grã-Bretanha      |
| Tóquio 2020 (detalhes)  | Primož Roglič SLO Eslovênia      | Tom Dumoulin NED Países Baixos  | Rohan Dennis AUS Austrália         |
| Paris 2024 (detalhes)   | Remco Evenepoel BEL Bélgica      | Filippo Ganna ITA Itália        | Wout van Aert BEL Bélgica          |

* Originalmente o estadunidense Lance Armstrong conquistou a medalha de bronze, mas em 17 de janeiro de 2013 o Comitê Olímpico Internacional o desclassificou por conta da confissão sobre uso de doping durante a carreira.

### Ciclismo de pista

#### Keirin
| Evento                  | Ouro                               | Prata                             | Bronze                                                               |
| ----------------------- | ---------------------------------- | --------------------------------- | -------------------------------------------------------------------- |
| Sydney 2000 (detalhes)  | Florian Rousseau FRA França        | Gary Neiwand AUS Austrália        | Jens Fiedler GER Alemanha                                            |
| Atenas 2004 (detalhes)  | Ryan Bayley AUS Austrália          | José Antonio Escuredo ESP Espanha | Shane Kelly AUS Austrália                                            |
| Pequim 2008 (detalhes)  | Chris Hoy GBR Grã-Bretanha         | Ross Edgar GBR Grã-Bretanha       | Kiyofumi Nagai JPN Japão                                             |
| Londres 2012 (detalhes) | Chris Hoy GBR Grã-Bretanha         | Maximilian Levy GER Alemanha      | Simon van Velthooven NZL Nova Zelândia Teun Mulder NED Países Baixos |
| Rio 2016 (detalhes)     | Jason Kenny GBR Grã-Bretanha       | Matthijs Büchli NED Países Baixos | Azizulhasni Awang MAS Malásia                                        |
| Tóquio 2020 (detalhes)  | Jason Kenny GBR Grã-Bretanha       | Azizulhasni Awang MAS Malásia     | Harrie Lavreysen NED Países Baixos                                   |
| Paris 2024 (detalhes)   | Harrie Lavreysen NED Países Baixos | Matthew Richardson AUS Austrália  | Matthew Glaetzer AUS Austrália                                       |

#### Madison
| Evento                 | Ouro                                             | Prata                                        | Bronze                                      |
| ---------------------- | ------------------------------------------------ | -------------------------------------------- | ------------------------------------------- |
| Sydney 2000 (detalhes) | Brett Aitken Scott McGrory AUS Austrália         | Etienne De Wilde Matthew Gilmore BEL Bélgica | Silvio Martinello Marco Villa ITA Itália    |
| Atenas 2004 (detalhes) | Graeme Brown Stuart O'Grady AUS Austrália        | Franco Marvulli Bruno Risi SUI Suíça         | Rob Hayles Bradley Wiggins GBR Grã-Bretanha |
| Pequim 2008 (detalhes) | Juan Curuchet Walter Pérez ARG Argentina         | Joan Llaneras Antonio Tauler ESP Espanha     | Mikhail Ignatiev Alexei Markov RUS Rússia   |
| Tóquio 2020 (detalhes) | Lasse Norman Hansen Michael Mørkøv DEN Dinamarca | Ethan Hayter Matthew Walls GBR Grã-Bretanha  | Donavan Grondin Benjamin Thomas FRA França  |
| Paris 2024 (detalhes)  | Iúri Leitão Rui Oliveira POR Portugal            | Simone Consonni Elia Viviani ITA Itália      | Niklas Larsen Michael Mørkøv DEN Dinamarca  |

#### Omnium
| Evento                  | Ouro                              | Prata                              | Bronze                            |
| ----------------------- | --------------------------------- | ---------------------------------- | --------------------------------- |
| Londres 2012 (detalhes) | Lasse Norman Hansen DEN Dinamarca | Bryan Coquard FRA França           | Ed Clancy GBR Grã-Bretanha        |
| Rio 2016 (detalhes)     | Elia Viviani ITA Itália           | Mark Cavendish GBR Grã-Bretanha    | Lasse Norman Hansen DEN Dinamarca |
| Tóquio 2020 (detalhes)  | Matthew Walls GBR Grã-Bretanha    | Campbell Stewart NZL Nova Zelândia | Elia Viviani ITA Itália           |
| Paris 2024 (detalhes)   | Benjamin Thomas FRA França        | Iúri Leitão POR Portugal           | Fabio Van den Bossche BEL Bélgica |

#### Perseguição por equipes
| Evento                           | Ouro                                                                                     | Prata | Bronze                                                                                           |
| -------------------------------- | ---------------------------------------------------------------------------------------- | --- | ------------------------------------------------------------------------------------------------ |
| Londres 1908 (detalhes)          | Benjamin Jones Clarence Kingsbury Leonard Meredith Ernest Payne GBR Grã-Bretanha         | Max Götze Rudolf Katzer Hermann Martens Karl Neumer GER Alemanha                                             | William Anderson Walter Andrews Frederick McCarthy William Morton CAN Canadá                     |
| Antuérpia 1920 (detalhes)        | Arnaldo Carli Ruggero Ferrario Franco Giorgetti Primo Magnani ITA Itália                 | Cyril Alden Horace Johnson William Stewart Albert White GBR Grã-Bretanha                                     | Harry Goosen Henry Kaltenbrun William Smith James Walker RSA África do Sul                       |
| Paris 1924 (detalhes)            | Angelo De Martini Alfredo Dinale Aurelio Menegazzi Francesco Zucchetti ITA Itália        | Józef Lange Jan Lazarski Tomasz Stankiewicz Franciszek Szymczyk POL Polônia                                  | Jean van den Bosch Léonard Daghelinckx Henri Hoevenaers Fernand Saivé BEL Bélgica                |
| Amsterdã 1928 (detalhes)         | Marco Cattaneo Cesare Facciani Mario Lusiani Luigi Tasselli ITA Itália                   | Janus Braspennincx Piet van der Horst Johannes Maas Jan Pijnenburg NED Países Baixos                         | George Southall Harry Wyld Lew Wyld Percy Wyld GBR Grã-Bretanha                                  |
| Los Angeles 1932 (detalhes)      | Nino Borsari Marco Cimatti Alberto Ghilardi Paolo Pedretti ITA Itália                    | Paul Chocque Amédée Fournier René Legrèves Henri Mouillefarine FRA França                                    | William Harvell Charles Holland Ernest Johnson Frank Southall GBR Grã-Bretanha                   |
| Berlim 1936 (detalhes)           | Robert Charpentier Jean Goujon Guy Lapébie Roger-Jean Le Nizerhy FRA França              | Bianco Bianchi Mario Gentili Armando Latini Severino Rigoni ITA Itália                                       | Harry Hill Ernest Johnson Charles King Ernest Mills GBR Grã-Bretanha                             |
| Londres 1948 (detalhes)          | Pierre Adam Serge Blusson Charles Coste Fernand Decanali FRA França                      | Arnaldo Benfenati Guido Bernardi Anselmo Citterio Rino Pucci ITA Itália                                      | Robert Geldard Tommy Godwin David Ricketts Wilfred Waters GBR Grã-Bretanha                       |
| Helsinque 1952 (detalhes)        | Loris Campana Mino de Rossi Guido Messina Marino Morettini ITA Itália                    | George Estman Robert Fowler Thomas Shardelow Alfred Swift RSA África do Sul                                  | Donald Burgess George Newberry Alan Newton Ronald Stretton GBR Grã-Bretanha                      |
| Melbourne 1956 (detalhes)        | Antonio Domenicali Leandro Faggin Franco Gandini Valentino Gasparella ITA Itália         | René Bianchi Jean Graczyk Jean-Claude Lecante Michel Vermeulin FRA França                                    | Donald Burgess Mike Gambrill John Geddes Thomas Simpson GBR Grã-Bretanha                         |
| Roma 1960 (detalhes)             | Luigi Arienti Franco Testa Mario Vallotto Marino Vigna ITA Itália                        | Bernd Barleben Peter Gröning Manfred Klieme Siegfried Köhler EUA Equipe Alemã Unida                          | Arnold Belgardt Leonid Kolumbet Stanislav Moskvin Viktor Romanov URS União Soviética             |
| Tóquio 1964 (detalhes)           | Lothar Claesges Karl-Heinz Henrichs Karl Link Ernst Streng EUA Equipe Alemã Unida        | Vincenzo Mantovani Carlo Rancati Luigi Roncaglia Franco Testa ITA Itália                                     | Henk Cornelisse Gerard Koel Jaap Oudkerk Cor Schuuring NED Países Baixos                         |
| Cidade do México 1968 (detalhes) | Gunnar Asmussen Mogens Frey Per Jørgensen Reno Olsen DEN Dinamarca                       | Udo Hempel Karl-Heinz Henrichs Jürgen Kissner Karl Link FRG Alemanha Ocidental                               | Lorenzo Bosisio Cipriano Chemello Giorgio Morbiato Luigi Roncaglia ITA Itália                    |
| Munique 1972 (detalhes)          | Günther Schumacher Jürgen Colombo Günter Haritz Udo Hempel FRG Alemanha Ocidental        | Uwe Unterwalder Thomas Huschke Heinz Richter Herbert Richter GDR Alemanha Oriental                           | William Moore Michael Bennett Ian Hallam Ronald Keeble GBR Grã-Bretanha                          |
| Montreal 1976 (detalhes)         | Peter Vonhof Gregor Braun Hans Lutz Günther Schumacher FRG Alemanha Ocidental            | Viktor Sokolov Vladimir Osokin Aleksandr Perov Vitaly Petrakov URS União Soviética                           | Ian Hallam Ian Banbury Michael Bennett Robin Croker GBR Grã-Bretanha                             |
| Moscou 1980 (detalhes)           | Viktor Manakov Valery Movchan Vladimir Osokin Vitaly Petrakov URS União Soviética        | Gerald Mortag Uwe Unterwalder Matthias Wiegand Volker Winkler GDR Alemanha Oriental                          | Teodor Černý Martin Penc Jiří Pokorný Igor Sláma TCH Checoslováquia                              |
| Los Angeles 1984 (detalhes)      | Michael Grenda Kevin Nichols Michael Turtur Dean Woods AUS Austrália                     | David Grylls Steve Hegg Patrick McDonough Leonard Nitz USA Estados Unidos                                    | Reinhard Alber Rolf Gölz Roland Günther Michael Marx FRG Alemanha Ocidental                      |
| Seul 1988 (detalhes)             | Viatcheslav Ekimov Artūras Kasputis Dmitry Nelyubin Gintautas Umaras URS União Soviética | Carsten Wolf Steffen Blochwitz Roland Hennig Dirk Meier GDR Alemanha Oriental                                | Scott McGrory Dean Woods Brett Dutton Wayne McCarney Stephen McGlede AUS Austrália               |
| Barcelona 1992 (detalhes)        | Stefan Steinweg Andreas Walzer Guido Fulst Michael Glöckner Jens Lehmann GER Alemanha    | Stuart O'Grady Brett Aitken Stephen McGlede Shaun O'Brien AUS Austrália                                      | Jan Petersen Michael Sandstød Ken Frost Jimmi Madsen Klaus Nielsen DEN Dinamarca                 |
| Atlanta 1996 (detalhes)          | Christophe Capelle Philippe Ermenault Jean-Michel Monin Francis Moreau FRA França        | Eduard Gritsun Nikolay Kuznetsov Alexei Markov Anton Shantyr RUS Rússia                                      | Brett Aitken Stuart O'Grady Tim O'Shannessey Dean Woods AUS Austrália                            |
| Sydney 2000 (detalhes)           | Guido Fulst Robert Bartko Daniel Becke Jens Lehmann GER Alemanha                         | Serhiy Cherniavskiy Sergiy Matveyev Alexander Symonenko Oleksandr Fedenko UKR Ucrânia                        | Paul Manning Chris Newton Bryan Steel Bradley Wiggins GBR Grã-Bretanha                           |
| Atenas 2004 (detalhes)           | Graeme Brown Brett Lancaster Bradley McGee Luke Roberts AUS Austrália                    | Steve Cummings Rob Hayles Paul Manning Bradley Wiggins GBR Grã-Bretanha                                      | Carlos Castaño Panadero Sergi Escobar Asier Maeztu Carlos Torrent ESP Espanha                    |
| Pequim 2008 (detalhes)           | Ed Clancy Paul Manning Geraint Thomas Bradley Wiggins GBR Grã-Bretanha                   | Casper Jørgensen Jens-Erik Madsen Michael Mørkøv Alex Nicki Rasmussen Michael Færk Christensen DEN Dinamarca | Sam Bewley Hayden Roulston Marc Ryan Jesse Sergent Westley Gough NZL Nova Zelândia               |
| Londres 2012 (detalhes)          | Ed Clancy Geraint Thomas Steven Burke Peter Kennaugh GBR Grã-Bretanha                    | Jack Bobridge Glenn O'Shea Rohan Dennis Michael Hepburn AUS Austrália                                        | Sam Bewley Aaron Gate Marc Ryan Jesse Sergent NZL Nova Zelândia                                  |
| Rio 2016 (detalhes)              | Ed Clancy Steven Burke Owain Doull Bradley Wiggins GBR Grã-Bretanha                      | Alexander Edmondson Jack Bobridge Michael Hepburn Sam Welsford Callum Scotson AUS Austrália                  | Lasse Norman Hansen Niklas Larsen Frederik Madsen Casper von Folsach Rasmus Quaade DEN Dinamarca |
| Tóquio 2020 (detalhes)           | Simone Consonni Filippo Ganna Francesco Lamon Jonathan Milan ITA Itália                  | Lasse Norman Hansen Niklas Larsen Frederik Madsen Rasmus Pedersen DEN Dinamarca                              | Leigh Howard Kelland O'Brien Luke Plapp Sam Welsford Alexander Porter AUS Austrália              |
| Paris 2024 (detalhes)            | Oliver Bleddyn Sam Welsford Conor Leahy Kelland O'Brien AUS Austrália                    | Ethan Hayter Daniel Bigham Charlie Tanfield Ethan Vernon Oliver Wood GBR Grã-Bretanha                        | Simone Consonni Filippo Ganna Francesco Lamon Jonathan Milan ITA Itália                          |

#### Velocidade individual
| Evento                           | Ouro | Prata | Bronze |
| -------------------------------- | --- | --- | --- |
| Atenas 1896 (detalhes)           | Paul Masson FRA França | Stamatios Nikolopoulos GRE Grécia                                                                                                 | Léon Flameng FRA França |
| Paris 1900 (detalhes)            | Albert Taillandier FRA França | Fernand Sanz FRA França | John Henry Lake USA Estados Unidos                                                                                                |
| Londres 1908 (detalhes)          | Nenhum ciclista conquistou medalhas nessa prova pois todos os classificados excederam o limite de 1 minuto e 45 segundos na final | Nenhum ciclista conquistou medalhas nessa prova pois todos os classificados excederam o limite de 1 minuto e 45 segundos na final | Nenhum ciclista conquistou medalhas nessa prova pois todos os classificados excederam o limite de 1 minuto e 45 segundos na final |
| Antuérpia 1920 (detalhes)        | Maurice Peeters NED Países Baixos                                                                                                 | Horace Johnson GBR Grã-Bretanha                                                                                                   | Harry Ryan GBR Grã-Bretanha |
| Paris 1924 (detalhes)            | Lucien Michard FRA França | Jacob Meijer NED Países Baixos | Jean Cugnot FRA França |
| Amsterdã 1928 (detalhes)         | Roger Beaufrand FRA França | Antoine Mazairac NED Países Baixos                                                                                                | Willy Hansen DEN Dinamarca |
| Los Angeles 1932 (detalhes)      | Jacobus van Egmond NED Países Baixos                                                                                              | Louis Chaillot FRA França | Bruno Pellizzari ITA Itália |
| Berlim 1936 (detalhes)           | Toni Merkens GER Alemanha | Arie van Vliet NED Países Baixos                                                                                                  | Louis Chaillot FRA França |
| Londres 1948 (detalhes)          | Mario Ghella ITA Itália | Reginald Harris GBR Grã-Bretanha                                                                                                  | Axel Schandorff DEN Dinamarca |
| Helsinque 1952 (detalhes)        | Enzo Sacchi ITA Itália | Lionel Cox AUS Austrália | Werner Potzernheim GER Alemanha                                                                                                   |
| Melbourne 1956 (detalhes)        | Michel Rousseau FRA França | Guglielmo Pesenti ITA Itália | Dick Ploog AUS Austrália |
| Roma 1960 (detalhes)             | Sante Gaiardoni ITA Itália | Leo Sterckx BEL Bélgica | Valentino Gasparella ITA Itália                                                                                                   |
| Tóquio 1964 (detalhes)           | Giovanni Pettenella ITA Itália | Sergio Bianchetto ITA Itália | Daniel Morelon FRA França |
| Cidade do México 1968 (detalhes) | Daniel Morelon FRA França | Giordano Turrini ITA Itália | Pierre Trentin FRA França |
| Munique 1972 (detalhes)          | Daniel Morelon FRA França | John Nicholson AUS Austrália | Omar Pkhakadze URS União Soviética                                                                                                |
| Montreal 1976 (detalhes)         | Anton Tkat TCH Checoslováquia | Daniel Morelon FRA França | Jürgen Geschke GDR Alemanha Oriental                                                                                              |
| Moscou 1980 (detalhes)           | Lutz Heßlich GDR Alemanha Oriental                                                                                                | Yave Cahard FRA França | Sergei Kopylov URS União Soviética                                                                                                |
| Los Angeles 1984 (detalhes)      | Mark Gorski USA Estados Unidos | Nelson Vails USA Estados Unidos                                                                                                   | Tsutomu Sakamoto JPN Japão |
| Seul 1988 (detalhes)             | Lutz Heßlich GDR Alemanha Oriental                                                                                                | Nikolai Kovsh URS União Soviética                                                                                                 | Gary Neiwand AUS Austrália |
| Barcelona 1992 (detalhes)        | Jens Fiedler GER Alemanha | Gary Neiwand AUS Austrália | Curt Harnett CAN Canadá |
| Barcelona 1996 (detalhes)        | Jens Fiedler GER Alemanha | Marty Nothstein USA Estados Unidos                                                                                                | Curt Harnett CAN Canadá |
| Sydney 2000 (detalhes)           | Marty Nothstein USA Estados Unidos                                                                                                | Florian Rousseau FRA França | Jens Fiedler GER Alemanha |
| Atenas 2004 (detalhes)           | Ryan Bayley AUS Austrália | Theo Bos NED Países Baixos | René Wolff GER Alemanha |
| Pequim 2008 (detalhes)           | Chris Hoy GBR Grã-Bretanha | Jason Kenny GBR Grã-Bretanha | Mickaël Bourgain FRA França |
| Londres 2012 (detalhes)          | Jason Kenny GBR Grã-Bretanha | Grégory Baugé FRA França | Shane Perkins AUS Austrália |
| Rio 2016 (detalhes)              | Jason Kenny GBR Grã-Bretanha | Callum Skinner GBR Grã-Bretanha                                                                                                   | Denis Dmitriev RUS Rússia |
| Tóquio 2020 (detalhes)           | Harrie Lavreysen NED Países Baixos                                                                                                | Jeffrey Hoogland NED Países Baixos                                                                                                | Jack Carlin GBR Grã-Bretanha |
| Paris 2024 (detalhes)            | Harrie Lavreysen NED Países Baixos                                                                                                | Matthew Richardson AUS Austrália                                                                                                  | Jack Carlin GBR Grã-Bretanha |

#### Velocidade por equipes
| Evento                  | Ouro                                                                                 | Prata                                                      | Bronze                                                          |
| ----------------------- | ------------------------------------------------------------------------------------ | ---------------------------------------------------------- | --------------------------------------------------------------- |
| Sydney 2000 (detalhes)  | Florian Rousseau Arnaud Tournant Laurent Gané FRA França                             | Chris Hoy Craig MacLean Jason Queally GBR Grã-Bretanha     | Gary Neiwand Sean Eadie Darryn Hill AUS Austrália               |
| Atenas 2004 (detalhes)  | Jens Fiedler Stefan Nimke René Wolff GER Alemanha                                    | Toshiaki Fushimi Masaki Inoue Tomohiro Nagatsuka JPN Japão | Mickaël Bourgain Laurent Gané Arnaud Tournant FRA França        |
| Pequim 2008 (detalhes)  | Chris Hoy Jason Kenny Jamie Staff GBR Grã-Bretanha                                   | Grégory Baugé Kévin Sireau Arnaud Tournant FRA França      | René Enders Maximilian Levy Stefan Nimke GER Alemanha           |
| Londres 2012 (detalhes) | Philip Hindes Chris Hoy Jason Kenny GBR Grã-Bretanha                                 | Grégory Baugé Michaël D'Almeida Kévin Sireau FRA França    | René Enders Maximilian Levy Robert Förstemann GER Alemanha      |
| Rio 2016 (detalhes)     | Philip Hindes Jason Kenny Callum Skinner GBR Grã-Bretanha                            | Eddie Dawkins Ethan Mitchell Sam Webster NZL Nova Zelândia | Grégory Baugé Michaël D'Almeida François Pervis FRA França      |
| Tóquio 2020 (detalhes)  | Jeffrey Hoogland Harrie Lavreysen Roy van den Berg Matthijs Büchli NED Países Baixos | Jack Carlin Jason Kenny Ryan Owens GBR Grã-Bretanha        | Florian Grengbo Rayan Helal Sébastien Vigier FRA França         |
| Paris 2024 (detalhes)   | Roy van den Berg Harrie Lavreysen Jeffrey Hoogland NED Países Baixos                 | Ed Lowe Hamish Turnbull Jack Carlin GBR Grã-Bretanha       | Leigh Hoffman Matthew Richardson Matthew Glaetzer AUS Austrália |

### Mountain bike

#### Cross-country
| Evento                    | Ouro                                 | Prata                                | Bronze                            |
| ------------------------- | ------------------------------------ | ------------------------------------ | --------------------------------- |
| Barcelona 1996 (detalhes) | Bart Brentjens NED Países Baixos     | Thomas Frischknecht SUI Suíça        | Miguel Martinez FRA França        |
| Sydney 2000 (detalhes)    | Miguel Martinez FRA França           | Filip Meirhaeghe BEL Bélgica         | Christoph Sauser SUI Suíça        |
| Atenas 2004 (detalhes)    | Julien Absalon FRA França            | José Antonio Hermida ESP Espanha     | Bart Brentjens NED Países Baixos  |
| Pequim 2008 (detalhes)    | Julien Absalon FRA França            | Jean-Christophe Péraud FRA França    | Nino Schurter SUI Suíça           |
| Londres 2012 (detalhes)   | Jaroslav Kulhavý CZE República Checa | Nino Schurter SUI Suíça              | Marco Aurelio Fontana ITA Itália  |
| Rio 2016 (detalhes)       | Nino Schurter SUI Suíça              | Jaroslav Kulhavý CZE República Checa | Carlos Coloma Nicolás ESP Espanha |
| Tóquio 2020 (detalhes)    | Jason Kenny GBR Grã-Bretanha         | Mathias Flückiger SUI Suíça          | David Valero ESP Espanha          |
| Paris 2024 (detalhes)     | Tom Pidcock GBR Grã-Bretanha         | Victor Koretzky FRA França           | Alan Hatherly RSA África do Sul   |

### BMX

#### Corrida
| Evento                  | Ouro                             | Prata                              | Bronze                            |
| ----------------------- | -------------------------------- | ---------------------------------- | --------------------------------- |
| Pequim 2008 (detalhes)  | Māris Štrombergs LAT Letônia     | Mike Day USA Estados Unidos        | Donny Robinson USA Estados Unidos |
| Londres 2012 (detalhes) | Māris Štrombergs LAT Letônia     | Sam Willoughby AUS Austrália       | Carlos Oquendo COL Colômbia       |
| Rio 2016 (detalhes)     | Connor Fields USA Estados Unidos | Jelle van Gorkom NED Países Baixos | Carlos Ramírez COL Colômbia       |
| Tóquio 2020 (detalhes)  | Niek Kimmann NED Países Baixos   | Kye Whyte GBR Grã-Bretanha         | Carlos Ramírez COL Colômbia       |
| Paris 2024 (detalhes)   | Joris Daudet FRA França          | Sylvain André FRA França           | Romain Mahieu FRA França          |

#### Estilo livre
| Evento                 | Ouro                          | Prata                          | Bronze                         |
| ---------------------- | ----------------------------- | ------------------------------ | ------------------------------ |
| Tóquio 2020 (detalhes) | Logan Martin AUS Austrália    | Daniel Dhers VEN Venezuela     | Declan Brooks GBR Grã-Bretanha |
| Paris 2024 (detalhes)  | José Torres Gil ARG Argentina | Kieran Reilly GBR Grã-Bretanha | Anthony Jeanjean FRA França    |

## Eventos descontinuados

### Ciclismo de estrada

#### Estrada por equipes
| Evento                      | Ouro                                                                             | Prata                                                                          | Bronze                                                                     |
| --------------------------- | -------------------------------------------------------------------------------- | ------------------------------------------------------------------------------ | -------------------------------------------------------------------------- |
| Estocolmo 1912 (detalhes)   | Erik Friborg Ragnar Malm Axel Persson Algot Lönn SWE Suécia                      | Frederick Grubb Leonard Meredith Charles Moss William Hammond GBR Grã-Bretanha | Carl Schutte Alvin Loftes Albert Kruschel Walden Martin USA Estados Unidos |
| Antuérpia 1920 (detalhes)   | Achille Souchard Fernand Canteloube Georges Detreille Marcel Gobillot FRA França | Harry Stenqvist Sigfrid Lundberg Ragnar Malm Axel Persson SWE Suécia           | Albert Wyckmans Albert De Bunné Jean Janssens André Vercruysse BEL Bélgica |
| Paris 1924 (detalhes)       | Armand Blanchonnet René Hamel Georges Wambst FRA França                          | Henri Hoevenaers Alphonse Parfondry Jean van den Bosch BEL Bélgica             | Gunnar Sköld Erik Bohlin Ragnar Malm SWE Suécia                            |
| Amsterdã 1928 (detalhes)    | Henry Hansen Orla Jørgensen Leo Nielsen DEN Dinamarca                            | Jack Lauterwasser John Middleton Frank Southall GBR Grã-Bretanha               | Gösta Carlsson Erik Jansson Georg Johnsson SWE Suécia                      |
| Los Angeles 1932 (detalhes) | Giuseppe Olmo Attilio Pavesi Guglielmo Segato ITA Itália                         | Henry Hansen Leo Nielsen Frode Sørensen DEN Dinamarca                          | Arne Berg Bernhard Britz Sven Höglund SWE Suécia                           |
| Berlim 1936 (detalhes)      | Robert Charpentier Robert Dorgebray Guy Lapébie FRA França                       | Edgar Buchwalder Ernst Nievergelt Kurt Ott SUI Suíça                           | Auguste Garrebeek Armand Putzeys François Vandermotte BEL Bélgica          |
| Londres 1948 (detalhes)     | Léon Delathouwer Eugène van Roosbroeck Lode Wouters BEL Bélgica                  | Robert John Maitland Ian Scott Gordon Thomas GBR Grã-Bretanha                  | José Beyaert Jacques Dupont Alain Moineau FRA França                       |
| Helsinque 1952 (detalhes)   | Robert Grondelaers André Noyelle Lucien Victor BEL Bélgica                       | Dino Bruni Gianni Ghidini Vincenzo Zucconelli ITA Itália                       | Jacques Anquetil Claude Rouer Alfred Tonello FRA França                    |
| Melbourne 1956 (detalhes)   | Arnaud Geyre Maurice Moucheraud Michel Vermeulin FRA França                      | Arthur Brittain William Holmes Alan Jackson GBR Grã-Bretanha                   | Reinhold Pommer Gustav-Adolf Schur Horst Tüller EUA Equipe Alemã Unida     |

#### Contrarrelógio por equipes
| Evento                           | Ouro                                                                                 | Prata                                                                             | Bronze                                                                             |
| -------------------------------- | ------------------------------------------------------------------------------------ | --------------------------------------------------------------------------------- | ---------------------------------------------------------------------------------- |
| Roma 1960 (detalhes)             | Livio Trapè Antonio Bailetti Ottavio Cogliati Giacomo Fornoni ITA Itália             | Gustav-Adolf Schur Egon Adler Erich Hagen Günter Lörke EUA Equipe Alemã Unida     | Aleksei Petrov Viktor Kapitonov Yevgeny Klevtsov Yury Melikhov URS União Soviética |
| Tóquio 1964 (detalhes)           | Bart Zoet Evert Dolman Gerben Karstens Jan Pieterse NED Países Baixos                | Ferruccio Manza Severino Andreoli Luciano Dalla Bona Pietro Guerra ITA Itália     | Sture Pettersson Sven Hamrin Erik Pettersson Gösta Pettersson SWE Suécia           |
| Cidade do México 1968 (detalhes) | Joop Zoetemelk Fedor den Hertog Jan Krekels René Pijnen NED Países Baixos            | Sture Pettersson Tomas Pettersson Erik Pettersson Gösta Pettersson SWE Suécia     | Pierfranco Vianelli Giovanni Bramucci Vittorio Marcelli Mauro Simonetti ITA Itália |
| Munique 1972 (detalhes)          | Valery Yardy Gennady Komnatov Valery Likhachov Boris Shukov URS União Soviética      | Ryszard Szurkowski Edward Barcik Lucjan Lis Stanisław Szozda POL Polônia          | nenhum                                                                             |
| Montreal 1976 (detalhes)         | Aavo Pikkuus Valery Chaplygin Anatoly Chukanov Vladimir Kaminsky URS União Soviética | Ryszard Szurkowski Tadeusz Mytnik Mieczysław Nowicki Stanisław Szozda POL Polônia | Jørn Lund Verner Blaudzun Gert Frank Jørgen Hansen DEN Dinamarca                   |
| Moscou 1980 (detalhes)           | Yury Kashirin Oleg Logvin Sergey Shelpakov Anatoly Yarkin URS União Soviética        | Falk Boden Bernd Drogan Olaf Ludwig Hans-Joachim Hartnick GDR Alemanha Oriental   | Michal Klasa Vlastibor Konečný Alipi Kostadinov Jiří Škoda TCH Checoslováquia      |
| Los Angeles 1984 (detalhes)      | Marcello Bartalini Marco Giovannetti Eros Poli Claudio Vandelli ITA Itália           | Alfred Achermann Richard Trinkler Laurent Vial Benno Wiss SUI Suíça               | Ron Kiefel Clarence Knickman Davis Phinney Andrew Weaver USA Estados Unidos        |
| Seul 1988 (detalhes)             | Jan Schur Uwe Ampler Mario Kummer Maik Landsmann GDR Alemanha Oriental               | Andrzej Sypytkowski Joachim Halupczok Zenon Jaskuła Marek Lesniewski POL Polônia  | Michel Lafis Anders Jarl Björn Johansson Jan Karlsson SWE Suécia                   |
| Barcelona 1992 (detalhes)        | Michael Rich Bernd Dittert Christian Meyer Uwe Peschel GER Alemanha                  | Andrea Peron Flavio Anastasia Luca Colombo Gianfranco Contri ITA Itália           | Jean-Louis Harel Hervé Boussard Didier Faivre-Pierret Philippe Gaumont FRA França  |

### Ciclismo de pista

#### 1/4 de milha
| Evento                      | Ouro                             | Prata                             | Bronze                              |
| --------------------------- | -------------------------------- | --------------------------------- | ----------------------------------- |
| Saint Louis 1904 (detalhes) | Marcus Hurley USA Estados Unidos | Burton Downing USA Estados Unidos | Teddy Billington USA Estados Unidos |

#### 1/3 de milha
| Evento                      | Ouro                             | Prata                             | Bronze                              |
| --------------------------- | -------------------------------- | --------------------------------- | ----------------------------------- |
| Saint Louis 1904 (detalhes) | Marcus Hurley USA Estados Unidos | Burton Downing USA Estados Unidos | Teddy Billington USA Estados Unidos |

#### 1/2 milha
| Evento                      | Ouro                             | Prata                               | Bronze                            |
| --------------------------- | -------------------------------- | ----------------------------------- | --------------------------------- |
| Saint Louis 1904 (detalhes) | Marcus Hurley USA Estados Unidos | Teddy Billington USA Estados Unidos | Burton Downing USA Estados Unidos |

#### 1 milha
| Evento                      | Ouro                             | Prata                             | Bronze                              |
| --------------------------- | -------------------------------- | --------------------------------- | ----------------------------------- |
| Saint Louis 1904 (detalhes) | Marcus Hurley USA Estados Unidos | Burton Downing USA Estados Unidos | Teddy Billington USA Estados Unidos |

#### 2 milhas
| Evento                      | Ouro                              | Prata                           | Bronze                           |
| --------------------------- | --------------------------------- | ------------------------------- | -------------------------------- |
| Saint Louis 1904 (detalhes) | Burton Downing USA Estados Unidos | Oscar Goerke USA Estados Unidos | Marcus Hurley USA Estados Unidos |

#### 5 milhas
| Evento                      | Ouro                              | Prata                              | Bronze                               |
| --------------------------- | --------------------------------- | ---------------------------------- | ------------------------------------ |
| Saint Louis 1904 (detalhes) | Charles Schlee USA Estados Unidos | George E. Wiley USA Estados Unidos | Arthur F. Andrews USA Estados Unidos |

#### 25 milhas
| Evento                      | Ouro                              | Prata                                | Bronze                             |
| --------------------------- | --------------------------------- | ------------------------------------ | ---------------------------------- |
| Saint Louis 1904 (detalhes) | Burton Downing USA Estados Unidos | Arthur F. Andrews USA Estados Unidos | George E. Wiley USA Estados Unidos |

#### 660 jardas
| Evento                  | Ouro                            | Prata                     | Bronze                   |
| ----------------------- | ------------------------------- | ------------------------- | ------------------------ |
| Londres 1908 (detalhes) | Victor Johnson GBR Grã-Bretanha | Émile Demangel FRA França | Karl Neumer GER Alemanha |

#### 5 km
| Evento                  | Ouro                            | Prata                       | Bronze                   |
| ----------------------- | ------------------------------- | --------------------------- | ------------------------ |
| Londres 1908 (detalhes) | Benjamin Jones GBR Grã-Bretanha | Maurice Schilles FRA França | André Auffray FRA França |

#### 10 km
| Evento                 | Ouro                   | Prata                   | Bronze                   |
| ---------------------- | ---------------------- | ----------------------- | ------------------------ |
| Atenas 1896 (detalhes) | Paul Masson FRA França | Léon Flameng FRA França | Adolf Schmal AUT Áustria |

#### 20 km
| Evento                  | Ouro                                | Prata                           | Bronze                       |
| ----------------------- | ----------------------------------- | ------------------------------- | ---------------------------- |
| Londres 1908 (detalhes) | Clarence Kingsbury GBR Grã-Bretanha | Benjamin Jones GBR Grã-Bretanha | Joseph Werbrouck BEL Bélgica |

#### 25 km
| Evento                | Ouro                     | Prata                       | Bronze                     |
| --------------------- | ------------------------ | --------------------------- | -------------------------- |
| Paris 1900 (detalhes) | Louis Bastien FRA França | Louis Hildebrand FRA França | Auguste Daumain FRA França |

#### 50 km
| Evento                    | Ouro                         | Prata                        | Bronze                         |
| ------------------------- | ---------------------------- | ---------------------------- | ------------------------------ |
| Antuérpia 1920 (detalhes) | Henry George BEL Bélgica     | Cyril Alden GBR Grã-Bretanha | Piet Ikelaar NED Países Baixos |
| Paris 1924 (detalhes)     | Ko Willems NED Países Baixos | Cyril Alden GBR Grã-Bretanha | Harry Wyld GBR Grã-Bretanha    |

#### 100 km
| Evento                  | Ouro                                    | Prata                          | Bronze                   |
| ----------------------- | --------------------------------------- | ------------------------------ | ------------------------ |
| Atenas 1896 (detalhes)  | Léon Flameng FRA França                 | Georgios Kolettis GRE Grécia   | nenhum                   |
| Londres 1908 (detalhes) | Charles Henry Bartlett GBR Grã-Bretanha | Charles Denny GBR Grã-Bretanha | Octave Lapize FRA França |

#### 12 horas
| Evento                 | Ouro                     | Prata                              | Bronze |
| ---------------------- | ------------------------ | ---------------------------------- | ------ |
| Atenas 1896 (detalhes) | Adolf Schmal AUT Áustria | Frederick Keeping GBR Grã-Bretanha | nenhum |

#### Corrida por pontos
| Evento                      | Ouro                         | Prata                                    | Bronze                            |
| --------------------------- | ---------------------------- | ---------------------------------------- | --------------------------------- |
| Los Angeles 1984 (detalhes) | Roger Ilegems BEL Bélgica    | Uwe Messerschmidt FRG Alemanha Ocidental | José Youshimatz MEX México        |
| Seul 1988 (detalhes)        | Dan Frost DEN Dinamarca      | Leo Peelen NED Países Baixos             | Marat Ganeyev URS União Soviética |
| Barcelona 1992 (detalhes)   | Giovanni Lombardi ITA Itália | Erik Dekker NED Países Baixos            | Cédric Mathy BEL Bélgica          |
| Barcelona 1996 (detalhes)   | Silvio Martinello ITA Itália | Brian Walton CAN Canadá                  | Stuart O'Grady AUS Austrália      |
| Sydney 2000 (detalhes)      | Joan Llaneras ESP Espanha    | Milton Wynants URU Uruguai               | Alexei Markov RUS Rússia          |
| Atenas 2004 (detalhes)      | Mikhail Ignatiev RUS Rússia  | Joan Llaneras ESP Espanha                | Guido Fulst GER Alemanha          |
| Pequim 2008 (detalhes)      | Joan Llaneras ESP Espanha    | Roger Kluge GER Alemanha                 | Chris Newton GBR Grã-Bretanha     |

#### Tandem
| Evento                           | Ouro                                                     | Prata                                               | Bronze                                                        |
| -------------------------------- | -------------------------------------------------------- | --------------------------------------------------- | ------------------------------------------------------------- |
| Londres 1908 (detalhes)          | André Auffray Maurice Schilles FRA França                | Frederick Hamlin Horace Johnson GBR Grã-Bretanha    | Colin Brooks William Isaacs GBR Grã-Bretanha                  |
| Antuérpia 1920 (detalhes)        | Thomas Lance Harry Ryan GBR Grã-Bretanha                 | William Smith James Walker RSA África do Sul        | Frans de Vreng Piet Ikelaar NED Países Baixos                 |
| Paris 1924 (detalhes)            | Lucien Choury Jean Cugnot FRA França                     | Edmund Hansen Willy Hansen DEN Dinamarca            | Gerard Bosch van Drakestein Maurice Peeters NED Países Baixos |
| Amsterdã 1928 (detalhes)         | Bernhard Leene Daan van Dijk NED Países Baixos           | Ernest Chambers John Sibbit GBR Grã-Bretanha        | Hans Bernhardt Karl Köther GER Alemanha                       |
| Los Angeles 1932 (detalhes)      | Louis Chaillot Maurice Perrin FRA França                 | Ernest Chambers Stanley Chambers GBR Grã-Bretanha   | Harald Christensen Willy Gervin DEN Dinamarca                 |
| Berlim 1936 (detalhes)           | Ernst Ihbe Carl Lorenz GER Alemanha                      | Bernhard Leene Hendrik Ooms NED Países Baixos       | Pierre Georget Georges Maton FRA França                       |
| Londres 1948 (detalhes)          | Renato Perona Ferdinando Teruzzi ITA Itália              | Alan Bannister Reginald Harris GBR Grã-Bretanha     | Gaston Dron René Faye FRA França                              |
| Helsinque 1952 (detalhes)        | Lionel Cox Russell Mockridge AUS Austrália               | Raymond Robinson Thomas Shardelow RSA África do Sul | Antonio Maspes Cesare Pinarello ITA Itália                    |
| Melbourne 1956 (detalhes)        | Ian Browne Tony Marchant AUS Austrália                   | Ladislav Fouček Václav Machek TCH Checoslováquia    | Giuseppe Ogna Cesare Pinarello ITA Itália                     |
| Roma 1960 (detalhes)             | Giuseppe Beghetto Sergio Bianchetto ITA Itália           | Jürgen Simon Lothar Stäber EUA Equipe Alemã Unida   | Vladimir Leonov Boris Vasilyev URS União Soviética            |
| Tóquio 1964 (detalhes)           | Sergio Bianchetto Angelo Damiano ITA Itália              | Imants Bodnieks Viktor Logunov URS União Soviética  | Willi Fuggerer Klaus Kobusch EUA Equipe Alemã Unida           |
| Cidade do México 1968 (detalhes) | Daniel Morelon Pierre Trentin FRA França                 | Leijn Loevesijn Jan Janssen NED Países Baixos       | Daniel Goens Robert van Lancker BEL Bélgica                   |
| Munique 1972 (detalhes)          | Vladimir Semenets Igor Tselovalnykov URS União Soviética | Jürgen Geschke Werner Otto GDR Alemanha Oriental    | Andrzej Bek Benedykt Kocot POL Polônia                        |

#### 1 km contra o relógio
| Evento                           | Ouro                                      | Prata                                         | Bronze                                   |
| -------------------------------- | ----------------------------------------- | --------------------------------------------- | ---------------------------------------- |
| Amsterdã 1928 (detalhes)         | Willy Hansen DEN Dinamarca                | Gerard Bosch van Drakestein NED Países Baixos | Dunc Gray AUS Austrália                  |
| Los Angeles 1932 (detalhes)      | Dunc Gray AUS Austrália                   | Jacobus van Egmond NED Países Baixos          | Charles Rampelberg FRA França            |
| Berlim 1936 (detalhes)           | Arie van Vliet NED Países Baixos          | Pierre Georget FRA França                     | Rudolf Karsch GER Alemanha               |
| Londres 1948 (detalhes)          | Jacques Dupont FRA França                 | Pierre Nihant BEL Bélgica                     | Tommy Godwin GBR Grã-Bretanha            |
| Helsinque 1952 (detalhes)        | Russell Mockridge AUS Austrália           | Marino Morettini ITA Itália                   | Raymond Robinson RSA África do Sul       |
| Melbourne 1956 (detalhes)        | Leandro Faggin ITA Itália                 | Ladislav Fouček TCH Checoslováquia            | Alfred Swift RSA África do Sul           |
| Roma 1960 (detalhes)             | Sante Gaiardoni ITA Itália                | Dieter Gieseler EUA Equipe Alemã Unida        | Rostislav Vargashkin URS União Soviética |
| Tóquio 1964 (detalhes)           | Patrick Sercu BEL Bélgica                 | Giovanni Pettenella ITA Itália                | Pierre Trentin FRA França                |
| Cidade do México 1968 (detalhes) | Pierre Trentin FRA França                 | Niels Fredborg DEN Dinamarca                  | Janusz Kierzkowski POL Polônia           |
| Munique 1972 (detalhes)          | Niels Fredborg DEN Dinamarca              | Danny Clark AUS Austrália                     | Jürgen Schütze GDR Alemanha Oriental     |
| Montreal 1976 (detalhes)         | Klaus-Jürgen Grünke GDR Alemanha Oriental | Michel Vaarten BEL Bélgica                    | Niels Fredborg DEN Dinamarca             |
| Moscou 1980 (detalhes)           | Lothar Thoms GDR Alemanha Oriental        | Aleksandr Panfilov URS União Soviética        | David Weller JAM Jamaica                 |
| Los Angeles 1984 (detalhes)      | Fredy Schmidtke FRG Alemanha Ocidental    | Curtis Harnett CAN Canadá                     | Fabrice Colas FRA França                 |
| Seul 1988 (detalhes)             | Aleksandr Kirichenko URS União Soviética  | Martin Vinnicombe AUS Austrália               | Robert Lechner FRG Alemanha Ocidental    |
| Barcelona 1992 (detalhes)        | José Manuel Moreno ESP Espanha            | Shane Kelly AUS Austrália                     | Erin Hartwell USA Estados Unidos         |
| Barcelona 1996 (detalhes)        | Florian Rousseau FRA França               | Erin Hartwell USA Estados Unidos              | Takanobu Jumonji JPN Japão               |
| Sydney 2000 (detalhes)           | Jason Queally GBR Grã-Bretanha            | Stefan Nimke GER Alemanha                     | Shane Kelly AUS Austrália                |
| Atenas 2004 (detalhes)           | Chris Hoy GBR Grã-Bretanha                | Arnaud Tournant FRA França                    | Stefan Nimke GER Alemanha                |

#### Perseguição individual
| Evento                           | Ouro                                   | Prata                             | Bronze                               |
| -------------------------------- | -------------------------------------- | --------------------------------- | ------------------------------------ |
| Tóquio 1964 (detalhes)           | Jiří Daler TCH Checoslováquia          | Giorgio Ursi ITA Itália           | Preben Esaksson DEN Dinamarca        |
| Cidade do México 1968 (detalhes) | Daniel Rebillard FRA França            | Mogens Frey Jensen DEN Dinamarca  | Xaver Kurmann SUI Suíça              |
| Munique 1972 (detalhes)          | Knut Knudsen NOR Noruega               | Xaver Kurmann SUI Suíça           | Hans Lutz FRG Alemanha Ocidental     |
| Montreal 1976 (detalhes)         | Gregor Braun FRG Alemanha Ocidental    | Herman Ponsteen NED Países Baixos | Thomas Huschke GDR Alemanha Oriental |
| Moscou 1980 (detalhes)           | Robert Dill-Bundi SUI Suíça            | Alain Bondue FRA França           | Hans-Henrik Ørsted DEN Dinamarca     |
| Los Angeles 1984 (detalhes)      | Steve Hegg USA Estados Unidos          | Rolf Gölz FRG Alemanha Ocidental  | Leonard Nitz USA Estados Unidos      |
| Seul 1988 (detalhes)             | Gintautas Umaras GDR Alemanha Oriental | Dean Woods AUS Austrália          | Bernd Dittert GDR Alemanha Oriental  |
| Barcelona 1992 (detalhes)        | Chris Boardman GBR Grã-Bretanha        | Jens Lehmann GER Alemanha         | Gary Anderson NZL Nova Zelândia      |
| Barcelona 1996 (detalhes)        | Andrea Collinelli ITA Itália           | Philippe Ermenault FRA França     | Bradley McGee AUS Austrália          |
| Sydney 2000 (detalhes)           | Robert Bartko GER Alemanha             | Jens Lehmann GER Alemanha         | Bradley McGee AUS Austrália          |
| Atenas 2004 (detalhes)           | Bradley Wiggins GBR Grã-Bretanha       | Bradley McGee AUS Austrália       | Sergi Escobar ESP Espanha            |
| Pequim 2008 (detalhes)           | Bradley Wiggins GBR Grã-Bretanha       | Hayden Roulston NZL Nova Zelândia | Steven Burke GBR Grã-Bretanha        |